# ارتور تایلر (ورزشکار)
آرتور تایلر (انگلیسی: Arthur Tyler; ۲۶ ژوئیهٔ ۱۹۱۵ – ۲۳ اوت ۲۰۰۸) از برندگان مدال‌های بازی‌های المپیک زمستانی اهل ایالات متحده آمریکا بود.